# Evangeli de Basilides
L'Evangeli de Basilides és un evangeli apòcrif perdut escrit per Basilides, un gnòstic grec que va viure a Alexandria al segle ii.
Només es coneixen fragments del llibre que va escriure, que segons alguns autors, no seria pròpiament un text evangèlic nou o diferent, sinó una compilació feta a base dels evangelis sinòptics on l'autor hi hauria intercalat les seves idees gnòstiques. Basilides va tenir la seva màxima projecció cap a l'any 133. Els seus deixebles s'anomenaven basilidians.
El contingut que es coneix d'aquest evangeli prové de citacions que en fan els Pares de l'Església, especialment Orígenes (Homilies) i Jeroni d'Estridó, (al pròleg dels Commentarii in Matthaeum).